# Sasnowy Bor (przystanek kolejowy)
Sasnowy Bor (biał. Сасновы Бор, ros. Сосновый Бор) – przystanek kolejowy w lasach, 3 km od miejscowości Biarozauka, w rejonie mozyrskim, w obwodzie homelskim, na Białorusi. Znajduje się w pobliżu rozjazdu do stacji Barbarou (rafinerii w Mozyrzu). Leży na linii Żłobin - Mozyrz - Korosteń.